# Влегелс, Йорди
Йорди Влегелс (нидерл. Jordy Vleugels); 17 мая 1996, Мол, Антверпен) — бельгийский футболист, полузащитник шведского клуба «Лулео».

## Биография
Воспитанник школы голландского клуба «Виллем II». В основном составе клуба дебютировал 25 апреля 2014 года в матче Эрстедивизии против «Алмере Сити», вышел на замену на 73-й минуте вместо Ренана Занелли. Также сыграл один матч в Эредивизии — 15 августа 2015 года против «Аякса», вышел на замену на 84-й минуте вместо Лесли де Са.
В январе 2016 года перешёл в клуб «Дордрехт» из Эрстедивизии, за два календарных года сыграл 37 матчей и забил 1 гол.
Выступал за юношескую сборную Бельгии (до 18 и до 19 лет).